# Siójut
Siójut (ehemals Jut) ist eine ungarische Gemeinde im Kreis Siófok im Komitat Somogy.

## Geografische Lage
Siójut liegt gut sieben Kilometer südöstlich vom Zentrum der Kreisstadt Siófok und vom südlichen Ufer des Balaton entfernt, am rechten Ufer des Sió-Kanals. Die Nachbargemeinde ist Ádánd, auf der gegenüberliegen Seite des Sió-Kanals befindet sich die Gemeinde Balatonszabadi.

## Geschichte
Laut archäologischen Funden wurde die Gegend bereits von Römern bewohnt, in der Nähe der Siedlung gab es eine Römerstraße. Die erste schriftliche Erwähnung des Ortes fand sich in Urkunden des Königs II. András aus dem Jahr 1229. Im Jahr 1913 gab es in der damaligen Kleingemeinde 84 Häuser und 452 Einwohner auf einer Fläche von 1879 Katastraljochen. Sie gehörte zu dieser Zeit zum Bezirk Tab im Komitat Somogy. Bis 1954 trug der Ort den Namen Jut.

## Sehenswürdigkeiten
- Reformierte Kirche, erbaut 1833
- Römisch-katholische Kapelle Magyarok Nagyasszonya
- Volkskundliche Sammlung (Néprajzi gyűjtemény)

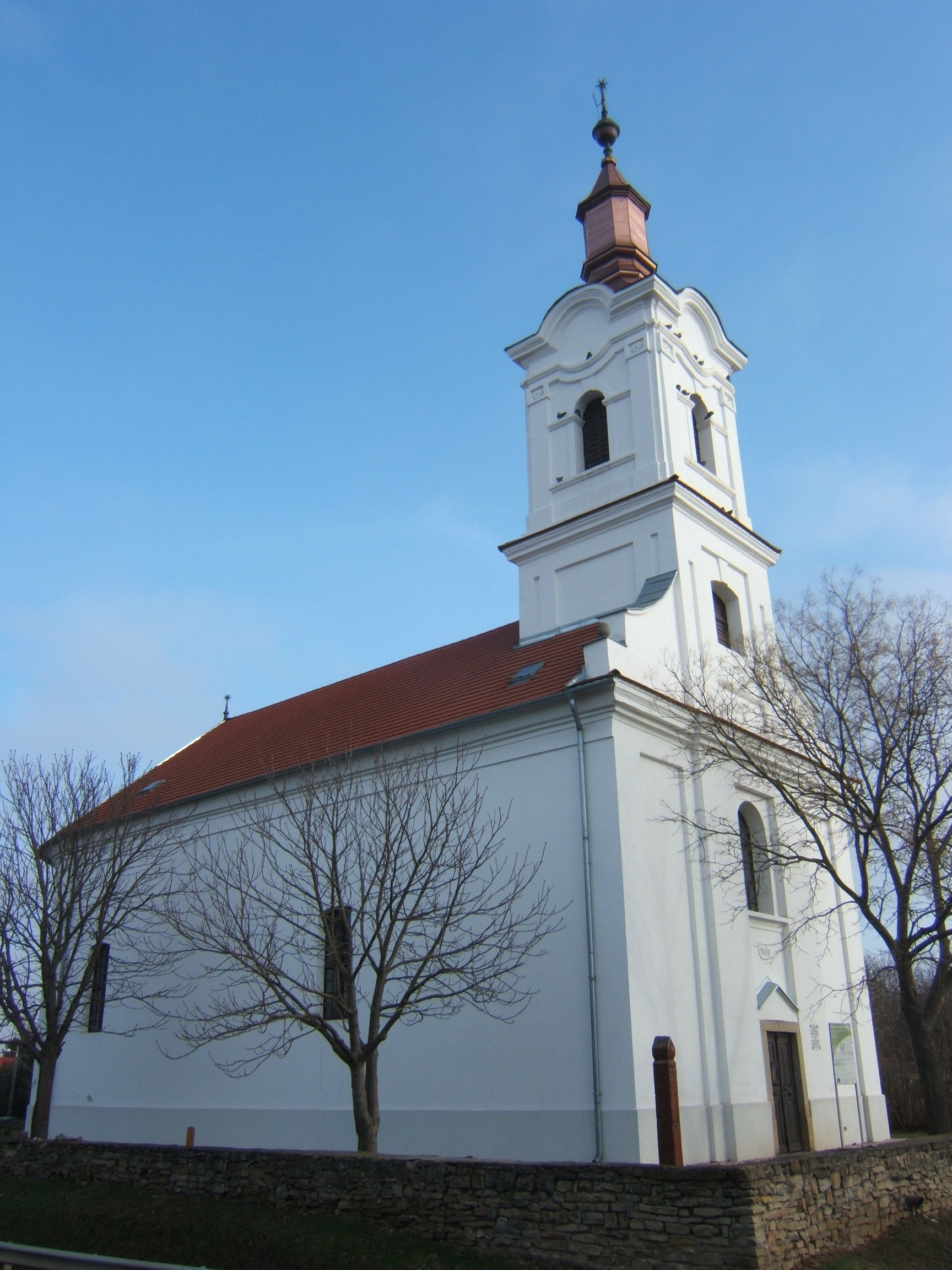
Reformierte Kirche

- Weltkriegsdenkmal

## Söhne und Töchter der Gemeinde
- Albert Baky (1868–1944), Maler und Grafiker

## Verkehr
Durch Siójut verläuft die Landstraße Nr. 6403. Die Gemeinde ist angebunden an die Eisenbahnstrecke von Siófok nach Kaposvár. Weiterhin bestehen Busverbindungen nach Ádánd und Siófok.